# Dolores Schmidinger

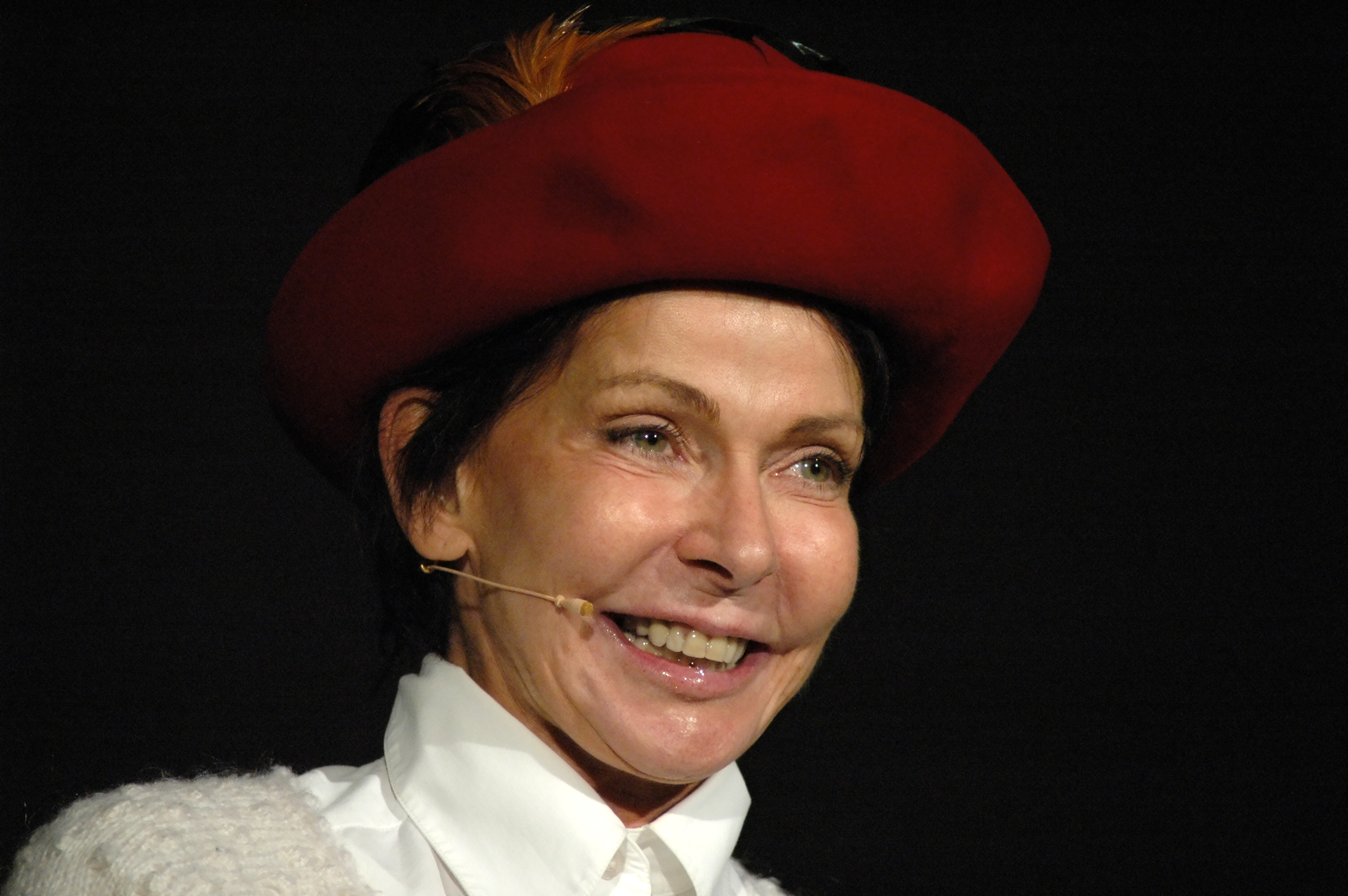
Dolores Schmidinger (2004)

Dolores „Dolly“ Schmidinger (eigentlich: Maria-Dolores Andics-Schmidinger; * 21. September 1946 in Wien) ist eine österreichische Schauspielerin und Kabarettistin.

## Leben
Dolores Schmidinger kam schon als Kind mit Operetten in Berührung, da ihr Vater in den 1950er Jahren als Opern- und Operettensänger tätig war, u. a. an der Wiener Volksoper.
Sie begann während ihrer Lehre zur Kosmetikerin eine Ausbildung an der Schauspielschule Krauss. Ihre Karriere an Wiener Bühnen startete sie mit 17 Jahren in Wiener Kellertheatern. In der Saison 1964/65 stellte sie in Bronners Kabarett Theater am Kärntnertor ihr Talent unter Beweis und überraschte ihre männlichen Kollegen mit ihrem komödiantischen Talent. Dies ebnete ihr den Weg zu zahlreichen Kabarett-Sendungen im Fernsehen.
Leon Epp engagierte sie an das Wiener Volkstheater. Dort gehörte sie dem berühmten Nestroy-Ensemble unter Gustav Manker an und spielte an der Seite von Heinz Petters, Hilde Sochor, Brigitte Swoboda, Rudolf Strobl und Herbert Propst sowie in Uraufführungen von Peter Turrini (Rozznjogd, Die Wirtin, Der tollste Tag) unter der Regie von Bernd Fischerauer.
Ihr Filmdebüt hatte Dolores Schmidinger 1970 in Frau Wirtin treibt es jetzt noch toller. Neben einigen weiteren Rollen in Film und Fernsehen betätigte sie sich vor allem auf der Bühne. Sie bewies ihre Vielseitigkeit als Sängerin, Kabarettistin und Regisseurin und schaffte 1990 mit ihrem Kabarett-Programm Mit den Waffe(l)n einer Frau den großen Durchbruch. Einen weiteren großen Erfolg konnte die Künstlerin mit ihrem Programm Operation Punschkrapferl verbuchen. Die Kritiker sprachen in diesem Zusammenhang von […] überragendem komödiantischen Können genauso wie (sozialpolitische) kritische Treffsicherheit […].
In der Saison 2008/2009 inszenierte sie – als dritte Operette nach dem Bettelstudenten und dem Zigeunerbaron – den Vogelhändler im Großen Haus am Linzer Landestheater, wobei sie (für das Duett „Ich bin der Prodekan“) selbst in die Rolle einer Professorin schlüpfte.
Schmidinger engagiert sich neben ihrem Beruf als Künstlerin gegen Gewalt und Ausländerfeindlichkeit sowie für die AIDS-Hilfe, u. a. als Modell für eine Plakatkampagne mit dem Titel Sei so lieb. Dabei wurden die Darsteller nackt abgelichtet. Ihre Erfahrungen mit Bulimie hat sie in ihrem Buch Raus damit! verarbeitet.

## Privates
Dolores Schmidinger hat zwei Töchter, Therese (* 1979) mit dem Regisseur Helmut Froschauer und Sophie (* 1982) aus zweiter Ehe mit Eric Andics (Sohn des österreichischen Journalisten Hellmut Andics). Ihre Tochter Sophie Andics machte sie im Jahr 2000 durch die Geburt des Sohnes Leo zur Großmutter.
Schmidinger war vier Mal verheiratet.

## Kabarett und Programme
- Gurken haben keine Tränen, 1977, Konzerthaus, Wien
- Wann i geh, 1977
- Immer bins i, 1988, k.u.k. Theater, Wien
- Mit den Waffe(l)n einer Frau, 1990
- Die nackte Matrone 2 1/2, 1992 Rabenhof Theater, Wien (anschließende Tour durch die Bundesländer)
- Onkel Dai's Klotür – skurrile Zeitungsmeldungen und eigene Texte, 1994, Rabenhof Theater
- Heil ist geil, 1995, Rabenhof Theater, Wien (anschließende Tour durch die Bundesländer)
- Domina im Ausverkauf, 1997, Kulisse, Wien (anschließende Tour durch die Bundesländer)
- Der Versuch der alten Dame (Best of), 1999, Kulisse, Wien
- Im Anfang war das 'word' , 2000, Kulisse, Wien (bis 7. Dezember 2001 gespielt)
- Operation Punschkrapferl, 2002, Vindobona
- Die Queraussteigerin, 2003, Vindobona
- unartig, 2003, Vindobona
- Warum nennen's mich Dolores, 2006
- Endlich suchtfrei!, 2009, Regie: Robert Mohor
- Ich war drüben, 2011, Kulisse

## Theater
Ab 1965 als Mitglied des Volkstheaters, Wien:
- Dreigroschenoper, Rolle der „Polly Peachum“
- Die schöne Helena
- Liliom, Rolle der „Julie“
- Rozznjogd, Rolle der „Sie“
- Der tollste Tag
- Die Wirtin

Ab 1979 als Mitglied des Theaters in der Josefstadt, Wien:
- Figaro lässt sich scheiden, Rolle der „Susanne“
- Der Talisman, Rolle der „Salome Pockerl“
- Komödie der Irrungen

Wiener Kammerspiele:
- Die Kaktusblüte
- 40 Karat

Weiters:
- Grillparzer im Pornoladen, Rabenhof Theater, 1994
- Kasimir und Karoline, Rolle der „Erna“, 2005, Volkstheater Wien
- Schöne Bescherung, Rolle der „Emily“, 2007, Wiener Kammerspiele
- Alltagsgeschichten, Rolle + Regie, 2007, Wiener Kammerspiele
- Die Präsidentinnen, 2007, Landestheater St. Pölten
- Heißhunger, 2008, Rabenhof Theater, Wien
- Der Vogelhändler, Rolle der „Fr.Prof. Dr.Dr.Niete“, 2008, Landestheater Linz
- Cabaret, Theater an der Wien
- Das Appartement, Theater an der Wien
- Das vierte Gebot (Anzengruber), Rolle der „Schalanterin“, Festspiele Berndorf
- I Am from Austria, Rolle Elfie Schratt, Vereinigte Bühnen Wien

## Operetteninszenierungen
- Der Bettelstudent, Lehár Festival Bad Ischl, 2005
- Der Zigeunerbaron, Lehár Festival Bad Ischl, 2008
- Der Vogelhändler, Landestheater Linz, 2008

## Film und Fernsehen
- 1968: Everlasting Love (Musikvideo)[2]
- 1968: Donaugeschichten (Fernsehserie)
- 1969–1970: Der alte Richter (Fernsehserie)
- 1970: Frau Wirtin treibt es jetzt noch toller
- 1973: Frau Wirtins tolle Töchterlein
- 1973: Hallo – Hotel Sacher … Portier! (Fernsehserie)
- 1973: Tatort – Frauenmord (Fernsehreihe)
- 1975–1979: Ein echter Wiener geht nicht unter (Fernsehserie)
- 1978: Tatort – Mord im Krankenhaus
- 1980: Ringstraßenpalais (Fernsehserie)
- 1981: Wie Böhmen noch bei Österreich war
- 1981: Tatort – Mord in der Oper
- 1981: Der Bockerer
- 1985: Tatort – Des Glückes Rohstoff
- 1991: I love Vienna
- 1994: Höhenangst
- 1996: Der Bockerer II
- 1997: Lamorte (Fernsehfilm, Regie: Xaver Schwarzenberger)
- 1997: Qualtingers Wien
- 1998: Black Flamingos – Sie lieben euch zu Tode
- 1998: Die drei Posträuber (Regie: Andreas Prochaska)
- 1999–2000: Kaisermühlen Blues (Fernsehserie)
- 2000: Der Bockerer III
- 2008: Echte Wiener – Die Sackbauer-Saga
- 2009: Der Fall des Lemming
- 2010: Echte Wiener 2 – Die Deppat’n und die Gspritzt’n
- 2010: Die verrückte Welt der Ute Bock

## Publikationen
- Raus damit! Bulimie, ein autobiographischer Ratgeber, Orac, Wien 1998
- Ich hab sie nicht gezählt, Eine unartige Biografie, Kremayr & Scheriau KG, Wien, 2012
- Im Bett mit dem Teufel: ein Wiener Krimi, Amalthea Verlag, Wien 2014, ISBN 978-3-85002-891-2
- Hannerl und ihr zu klein geratener Prinz, Kremayr & Scheriau, Wien 2021, ISBN 978-3-218-01088-7

## Auszeichnungen
- 1967/1968: Karl-Skraup-Preis Bester Nachwuchs/Nebenrolle
- 1975/1976: Karl-Skraup-Preis Beste schauspielerische Leistung
- 1988: Nestroy-Ring
- 1994: Salzburger Stier
- 1996: Ybbser Spaßvogel
- 2003: Silbernes Ehrenzeichen für Verdienste um das Land Wien
- 2014: Goldenes Ehrenzeichen für Verdienste um das Land Wien
- 2024: Ehrenmedaille der Bundeshauptstadt Wien in Gold